# Sybra stramentosa
Sybra stramentosa là một loài bọ cánh cứng trong họ Cerambycidae.